# كينجيرو تسودا
كينجيرو تسودا (津田健次郎 تسودا كينجيرو) هو ممثل و مؤدي أصوات ياباني ولد في 11 يونيو 1971 في محافظة أوساكا.

## أدواره في الأنمي

### مسلسلات أنمي تلفزيونية
- بوروتو: الأجيال القادمة من ناروتو - إيشيكي أوتسوتسوكي
- يوغي: مبارزة الوحوش - سيتو كايبا, سيتو
- يوغي GX - كايبامان، سيتو كايبا
- إير جير - سبيتفاير
- سبيد غرافر - نيهاري
- ناباري نو أو - كازوهيكو يوكيمي
- سول إيتر - ميفوني
- AIR - كيسكي تاتشيبانا
- كاتيكيو هيتمان ريبورن! - لامبو الراشد، روميو, سبانر، رانبو
- كيكايشي - بياكو
- أمير التنس - ساداهارو إينوي
- أمير التنس الجديد - ساداهارو إينوي
- ناروتو - آوبا ياماشيرو
- ناروتو شيبودن - آوبا ياماشيرو
- روك لي وأصدقائه النينجا - آوبا ياماشيرو
- الخادم الأسود - أوفاريل
- باسكواش! - غانتز بوغارد
- أسطول الزجاج - كليو
- هاكوؤكي - كازاما تشيكاغي
- هاكوؤكي: الدم الأزرق - كازاما تشيكاغي
- الغبي و الاختبار و الوحش المستدعى - شين فوكوهارا
- سكال مان - كيجي ياماموتو
- المعركة الحديدية بي بليد - بارق
- ماذا لو كانت مديرة بيسبول الثانوية تقرأ "الإدارة" من تأليف دراكر - ماكوتو كاتشي
- نشأة الآليين - سامي
- تايغر آند باني - ناثان سيمور/فاير إمبليم
- روروني كنشين - تورامارو
- حفيد نوراريهيون: عاصمة الشياطين - إيباراكي دوجي
- مغامرة جوجو الغريبة - برافورد
- مغامرة جوجو الغريبة: الرياح الذهبية - تيتزيانو
- فري! - سيجورو ميكوشيبا
- فري! Eternal Summer - سيجورو ميكوشيبا
- كود:بريكر - يوكيهينا
- كيل لا كيل - جيرو سوزاكو
- فايري تايل - باكوس، سيلفر
- بينغ بونغ - إغامي
- كيه - ميكوتو سوؤو
- كيه RETURN OF KINGS - ميكوتو سوؤو
- غانغستا - نيكولاس براون
- طوكيو غول - نيكو
- طوكيو غول A√ - نيكو
- طوكيو غول:re - نيكو
- صوت! يوفونيوم - تاكويا غوتو
- صوت! يوفونيوم 2 - تاكويا غوتو
- بوكيمون إكس/واي - دكتور بيلموندو
- بوبوكي بورانكي - شوساكو ماتوباي
- بوبوكي بورانكي: عمالقة الكوكب - شوساكو ماتوباي
- لعبة الجوكر - جيرو غامو
- بلاستيك ميموريز - ياسوتاكا هانادا
- بلياديس نهاية اليوم الدراسي - والد هيكارو
- ون بنش مان - أتوميك ساموراي
- ناينتي ون دايز - فانغو
- تابو تاتو - آر آر لركر
- تيلز أوف زيستيريا ذا كروس - زافيد
- سيرفامب - جيجي
- نانباكا - ميتسورو هيتوكوي
- ديمنشن دبليو - K.K.
- أوكالتيك ناين - كوهي إيزومي
- بلاد الطير - روي
- أكا: قسم التفتيش الخاص بالقطاع 13 - نينو
- هجوم العمالقة Season 2 - هانيس
- ون بيس - فينسموك يونجي
- هاند شيكرز - دايتشي ناغاوكا
- غولدن كاموي - هياكونوسكي أوغاتا
- رحلة العجائب: ثأر الأشرار الثلاثة - O-3
- جوشينكي باندورا - داغ هورفات
- يوكيو هولدر! - أفرو ذا فور إيفر
- الخطايا السبع المميتة: إعادة إحياء الوصايا - مونسبيت
- الخطايا السبع المميتة: غضب الحراس - مونسبيت
- فريق الإطفاء الناري - جوكر
- فريق الإطفاء الناري: الجزء الثاني - جوكر
- سارازانماي - تشيكاي كوجي
- الرياح تهب بقوة - موتشيزوكي
- كوب كرافت - كي ماتوبا
- أكاديميتي للأبطال - أوفرهول/كاي تشيساكي
- برج الحاكم - ليرو-رو
- أسد مارس - موريو شيغيتا
- بطولات أرسلان: رقصة العاصفة الترابية - غرازي
- المدير الأوسط تونيغاوا - إندو
- فيري غون - غريف ميرسر
- فيوليت إيفرغاردن - داميان بالدور فلوغل
- توكين رانبو: هانامارو - نيهونغو
- توكين رانبو: هانامارو: الموسم الثاني - نيهونغو
- مكتب نقار الخشب للتحقيق - كودو نومورا
- ذا غود أوف هاي سكول - تيك جيغال
- جوجوتسو كايسن - كينتو نانامي
- وورلد تريغر - كوسكيرو، تاكومي ريندو (الصوت الثاني)
- ذا وورلد إندز ويث يو: ذي أنيميشن - ساناي هانيكوما
- الخلايا تعمل! BLACK - الراوي
- إد: إنفيديد - أكيهيتو ناريهيساغو
- رجل المنشار - كيشيبي

### أنمي الإنترنت
- نينجا سلاير فروم أنيميشن - لوبستر
- مونستر سترايك - K/غينما كاغوتسوتشي
- ديفل مان: الطفل الباكي - كوجي ناكازاكي
- المقيم الأبدي IMMORTAL - مانجي
- 7 سيدز - ريويا إيزايوي
- باكي (2018) - سيكورسكي
- ياكوزا المنزل - تاتسو

### أوفا أنمي
- شاكوغان نو شانا S - أوكوباك

### أفلام أنمي
- يوغي: هرم النور - سيتو كايبا
- يوغي: الجانب المظلم للأبعاد - سيتو كايبا
- كيه MISSING KINGS - ميكوتو سوؤو
- مونستر سترايك ذا موفي: إلى مكان البداية - غينما كاغوتسوتشي
- ني نو كوني - غاليروث
- غانتز:O - سانبي تايرا
- آلترد كاربون: ريسليفد - هاتشيسوكا

## أدواره في ألعاب الفيديو
- تيلز أوف زيستيريا - زافيد
- بليتش برايف سولز - توكينادا تسوناياشيرو
- ديث ستراندنغ - سام «بورتر» بريدجز
- ماي هيرو ونز جاستيس 2 - أوفرهول/كاي تشيساكي
- قينشن امباكت - داينسيلف

## أدواره في الدراما الصوتية
- مذكرات العطارة - جاوشون

## أدواره في الدبلجة اليابانية
- إنقاذ السيد بانكس - ترافرز غوف
- رجال ذو بزات سوداء 3 - آندي وارهول/العميل دبليو
- خمسون درجة من جراي - كريستيان جراي
- خمسون ظلاً أكثر إظلاماً - كريستيان جراي
- حرب النجوم: القوة تنهض - كايلو رين
- حرب النجوم: الجيداي الأخير - كايلو رين

## وصلات خارجية
- كينجيرو تسودا على موقع IMDb (الإنجليزية)
- كينجيرو تسودا على موقع ألو سيني (الفرنسية)
- كينجيرو تسودا على موقع ميوزك برينز (الإنجليزية)
- كينجيرو تسودا على موقع قاعدة بيانات الفيلم (الإنجليزية)
- كينجيرو تسودا على موقع كينوبويسك (الروسية)
- كينجيرو تسودا على موقع ANN person (الإنجليزية)